# Lotte Cinema
Lotte Shopping Co., Ltd. Lotte Cinema é uma rede de cinemas sul coreana subsidiaria do Lotte Group.

## História
Foi estabelecida em 1999, em Seul.